# سفيان القاضي
سفيان القاضي (مواليد 1 يناير 1992 في طرابلس، ليبيا) وهو سباح ليبي. شارك مرتين في الألعاب الأولمبية، مرة في بكين، الصين 2008 في سباق 100م الحر وكانت هذه أول مشاركة له والمرة الثانية في لندن في سباق الفراشة 100م في أولومبياد صيف 2012 ، وكان حامل علم ليبيا في حفل الإفتتاح 2012.
كما شارك في أولمبياد الشباب الصيفي 2010 في سباقي الفراشة 100م والـفراشة 200م.